# San Nicola dei Greci (Altamura)
A San Nicola dei Greci egy templom Altamura történelmi városközpontjában.

## Története
A templom egyidőben épült a város katedrálisával a 13. század első felében, erre utal a hasonló építészeti kialakítása valamint a bejáratot díszítő szinte azonos domborművek. A templom eredetileg a városban élő görögök számára épült (ezt tükrözi elnevezése is), s csak 1602-ben alakították át latin rítusú templommá, amikor az ortodox egyházat felszámolták a városban. A templomot a 16. században felújították.

## Leírása
A templom homlokzata egyszerű román stílusú. A bejáratot díszítő domborművek az Ó- és Új Testamentumból vett jeleneteket ábrázolnak. A templombelső egyhajós. A falain Szent Miklós életét ábrázoló freskók maradványai láthatók. Az oltár az eredeti. A szentély ékessége egy fából készült Szent Miklós szobor, amely még a görög időkből maradt fenn.